# Renze Hettema

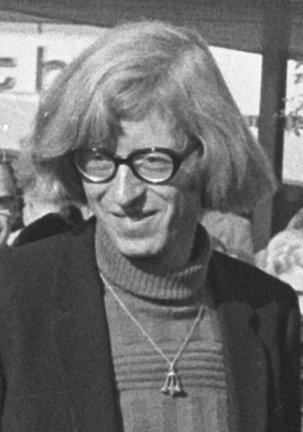
Renze Hettema in 1973

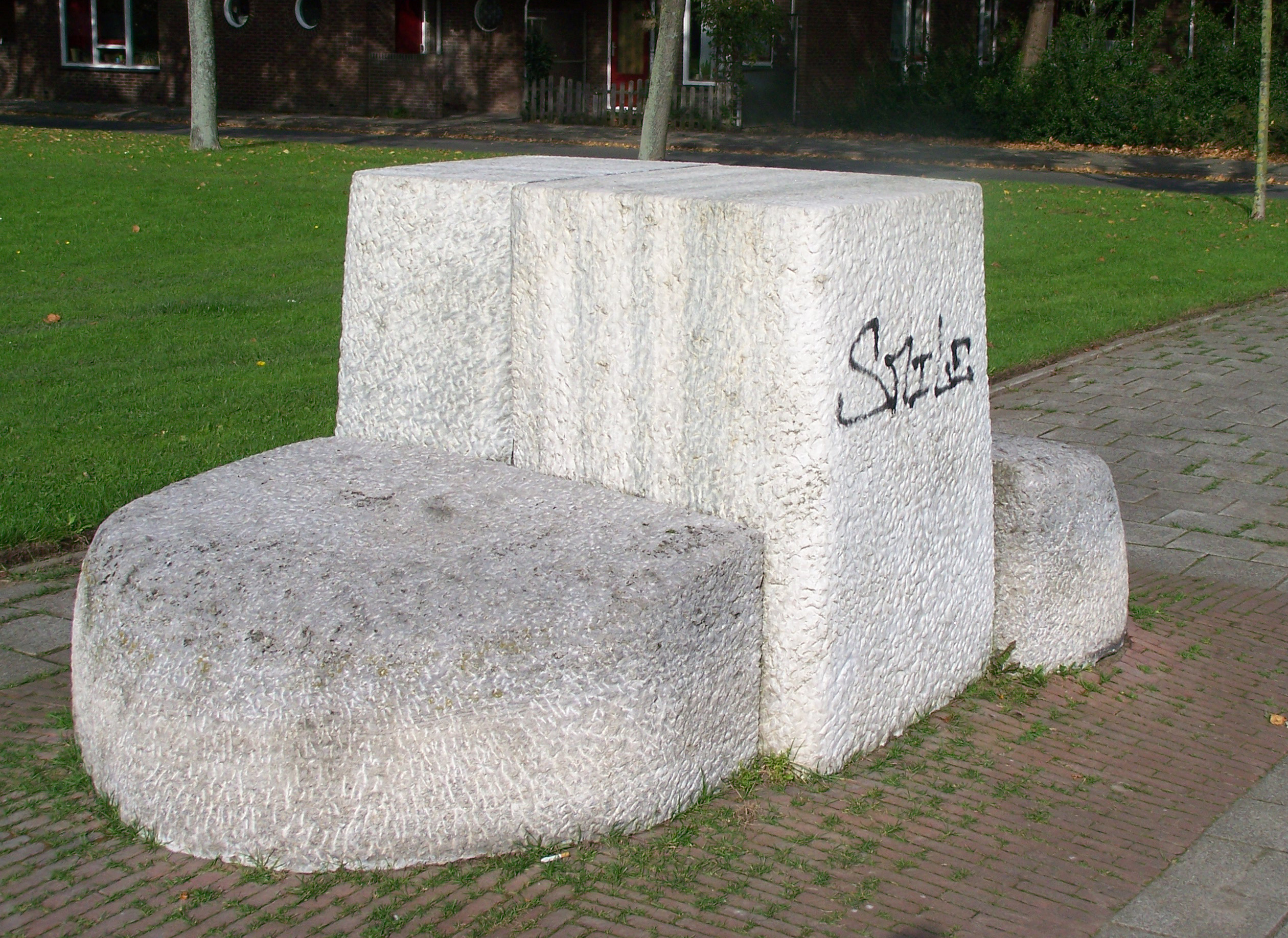
Sculptuur (1984), Drechterwaard bij NS-station Alkmaar-Noord

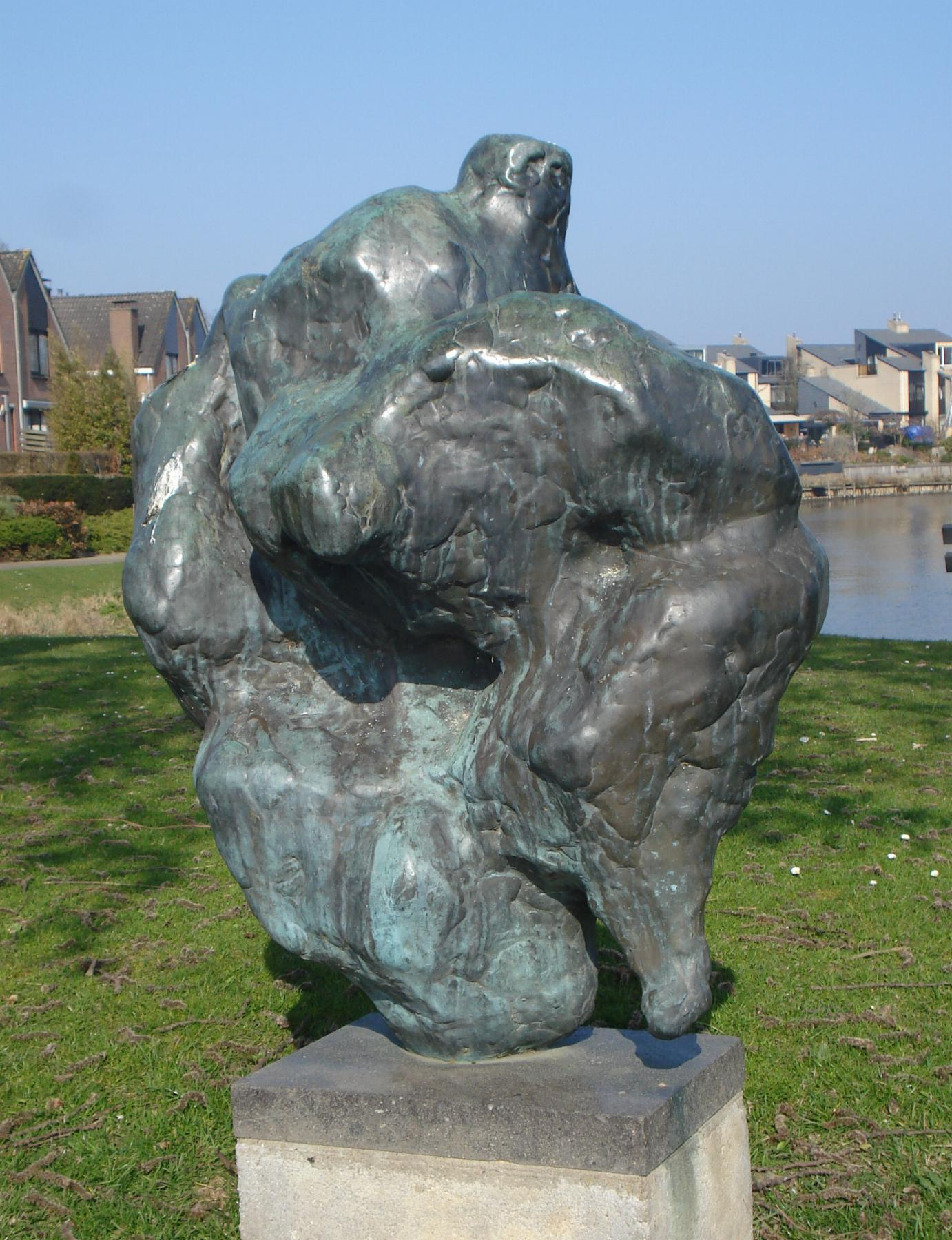
Jacob en de engel (1967), Zwijndrecht (verplaatst naar Museum Beelden aan Zee, Den Haag

Renze Hettema (Leeuwarden, 7 december 1927 - Amsterdam, 10 maart 2008) was een Nederlandse beeldhouwer.

## Leven en werk
Renze Hettema studeerde vanaf 1947, gelijktijdig met zijn tweelingbroer Auke Hettema, bij onder anderen de hoogleraar Piet Esser aan de Rijksakademie van beeldende kunsten in Amsterdam.
Hettema werkte vanuit zijn klassieke opleiding aanvankelijk voornamelijk figuratief. Vanuit zijn katholieke achtergrond liet hij zich een tijdlang, bij opdrachten en vrij werk, inspireren door religieuze onderwerpen. Een voorbeeld hiervan is de Pietà uit 1962 in de Sint-Nicolaasbasiliek in Amsterdam.
Later maakte zijn werk een ontwikkeling door vanuit de figuratieve kunst naar de meer abstraherende figuratie. Eerst werkte hij voornamelijk met steen en brons (het Terreinplastiek op het Gulden Winckelplantsoen uit 1972 en in 2002 verplaatst naar het Erasmuspark is hier een voorbeeld van), daarna voornamelijk met steen (zoals de sculpturen op het Leidseplein uit 1981 en in Alkmaar uit 1984) en ten slotte maakte hij kleinere steensculpturen, soms met kleurtoevoegingen, zoals De vis Ichthus uit 1996.
Zijn werk bevindt zich in musea, particuliere collecties en in de openbare ruimte. Hij nam veelvuldig deel aan tentoonstellingen in het land en maakte deel uit van verscheidene commissies voor beeldende kunst.

## Enkele werken
- 1962: Pietà, Sint-Nicolaaskerk in Amsterdam
- 1964: Borstbeeld John F. Kennedy, President Kennedylaan in Amsterdam
- 1967: Jacob en de engel, Museum Beelden aan Zee, Scheveningen
- 1972: Terreinplastiek, Bos en Lommerplein in Amsterdam (sinds 2002 herplaatst in het Erasmuspark)
- 1981: Steensculpturen, Leidseplein in Amsterdam (inmiddels niet meer aanwezig)
- 1984: Sculptuur, Drechterwaard in Alkmaar
- 1996: De vis Ichtus, privécollectie